# Scotonycteris ophiodon
Scotonycteris ophiodon é uma espécie de morcego da família Pteropodidae. Pode ser encontrada na Libéria, Costa do Marfim, Gana, Camarões e Congo.